# Onon
Der Onon (russisch Онон; mongolisch Онон гол Onon gol) ist der 1032 km lange rechte Quellfluss der Schilka in Ostasien.
Er entspringt in der Mongolei im Khentii-Gebirge, an der Flanke des heiligen Berges Burchan Chaldun. Innerhalb der Mongolei hat der Onon eine Länge von 296 km und steht damit bezüglich der Länge an 19. Stelle der Flüsse der Mongolei. Vom Khentii-Gebirge aus fließt er in nordöstlicher Richtung nach Russland und vereinigt sich später mit der Ingoda zur Schilka, die ihrerseits in den Amur fließt.
Etwa 45 km weiter südlich vom Quellgebiet des Onon entspringt der Kherlen. Größere Nebenflüsse des Onon sind: Churach-Gol, Borsja, Unda, Baldschi-Gol, Aguza, Kyra, Ilja und Aga.